# Папоротки

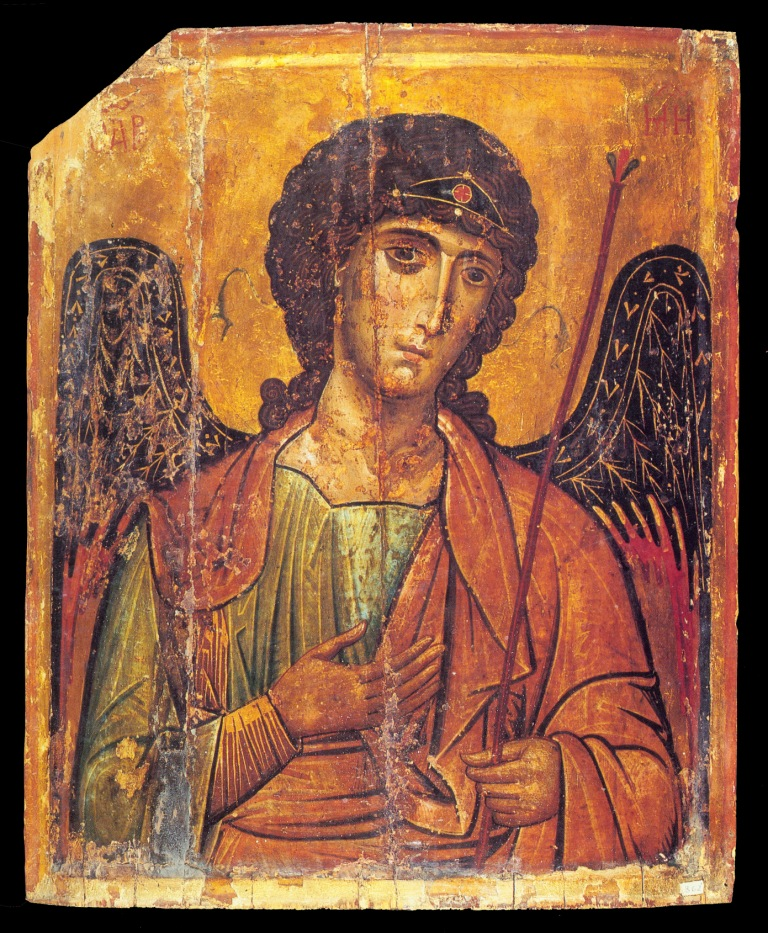
Архангел Михаил. Икона, XIII век, Монастырь Святой Екатерины на Синае. Папоротки окрашены в красный цвет, в отличие от тёмного тона основной части крыла.

Папоротки, подпапоротки (от праслав. *paportъ — крыло, перо) — в иконописи изображение нижних перьев на крыльях ангелов.

Обычно папоротки пишут цветом или оттенком, отличающимся от остальной части крыла. Характерный пример: крылья ангелов «Троицы» Андрея Рублёва написаны золотистой охрой, а папоротки — лазуритом:
«В колорите преобладают оттенки голубого цвета (лазурита). Гиматий центрального ангела глубокого, насыщенного голубого тона. Несколько бледнее хитон правого ангела. Пробела на гиматии левого ангела серо-голубоватые. Папоротки крыльев также голубые».
Папоротки — один из способов отличить в групповых сценах ангелов от падших ангелов: крылья последних либо не имеют папоротков, либо вообще изображаются плоскими (кожистыми), как у летучих мышей.
По версии другого словаря иконописи, папоротки следует отличать от подпапоротков. Папоротки — это перья основной поверхности крыла, а подпапоротки — это перья нижней части крыла, выступающие из-под папоротков и выделяемые цветом.